# Ulrich Städler
Ulrich Städler (* 9. Januar 1940 in Schloßberg; † 2019 in Berlin) war ein deutscher Maler und Grafiker.

## Leben und Werk
Die Familie Städlers kam in der Folge des Zweiten Weltkriegs aus Ostpreußen in die Sowjetische Besatzungszone. Städler absolvierte eine Lehre als Musterzeichner, arbeitete in seinem Beruf und leistete zwei Jahre freiwillig Dienst bei der Nationalen Volksarmee, was üblich war, um einen Studienplatz zu erhalten. Von 1962 bis 1966 studierte er an den Fachschulen für angewandte Kunst Leipzig und Schneeberg und von 1966 bis 1971 bei Walter Womacka und Fritz Dähn an der Kunsthochschule Berlin-Weißensee. Danach war er Aspirant bei Womacka am Institut für baugebundene Kunst der Hochschule. In dieser Zeit hatte er mit seinen Kommilitonen Edmund Bechtle und Horst Göhler (* 1939) einen Patenschaftsvertrag mit dem Kabelwerk Oberspree. 
Ab 1974 arbeitete Städler in Berlin als freiberuflicher Künstler. Er war bis 1990 Mitglied des Verbands Bildender Künstler der DDR.
Bilder Städlers wurden von staatlichen Institutionen und gesellschaftlichen Organisationen der DDR erworben. Einige davon befinden sich heute u. a. im Kunstarchiv Beeskow und im kommunalen Kunstverleih Berlin-Lichtenberg.
Nach der deutschen Wiedervereinigung war eines der größeren Projekte Städlers 1991 mit Achim Kircher und Horst Köhler die künstlerische Gestaltung eines Kinos in Essen. 

## Werk im öffentlichen Raum
- Giebelmalerei (1980, Berlin, Wohnhaus Prenzlauer Promenade 24; existiert nicht mehr)[4]

## Ausstellungen (unvollständig)

### Personalausstellungen
- 1974: Berlin, Galerie im Turm (mit Antje Fretwurst-Colberg und Edmund Bechtle)

### Teilnahme an zentralen und wichtigen regionalen Ausstellungen in der DDR
- 1974/1975: Frankfurt/Oder, Galerie Junge Kunst („Junge Künstler '74. 1. Ausstellung junger bildender Künstler der DDR“)
- 1975, 1977, 1979, 1981 und 1983: Berlin, Bezirkskunstausstellungen
- 1977: Leipzig, Messehaus am Markt („Kunst und Sport“)
- 1977/1978: Dresden, VIII. Kunstausstellung der DDR